# Bari chromat
Bari Chromiat là một hợp chất dạng cát màu vàng giống như bột với công thức hóa học BaCrO4. Nó là một tác nhân oxy hóa thường gặp và tạo ra một ngọn lửa màu xanh lá cây khi nung nóng, đó là do các ion bari.

## Lịch sử
Bari Chromiat xuất hiện trong tự nhiên lần đầu tiên được tìm thấy ở Jordan. Các tinh thể màu nâu được tìm thấy trên đá mẹ được gọi là hashemit để tôn vinh Vương quốc Hashemit của Jordan. Các tinh thể hashemit có màu từ màu vàng nâu đến màu nâu lục nhạt hơn và thường có chiều dài dưới 1 mm.
Tinh thể hashemit không chỉ có bari Chromiat tinh khiết mà thay vào đó chứa một ít hàm lượng lưu huỳnh nhỏ. Các tinh thể khác nhau chứa một lượng các tạp chất lưu huỳnh khác nhau, từ tinh thể tối tinh khiết hơn, Ba1.00(Cr0,93, S0,07)1,00O4, đến các tinh thể ánh sáng tinh khiết ít hơn, Ba1,00(Cr0,64, S0,36)1,00O4.
Hashemit có cấu tạo tương đối giống barit (BaWO4).

## Điều chế và phản ứng
Nó có thể được điều chế bằng phản ứng bari hydroxide hoặc bari chloride với kali Chromiat:
{\displaystyle {\ce {Ba(OH)2 + K2CrO4 -> BaCrO4(v) + 2KOH}}}
Ngoài ra, nó có thể được tạo ra bởi sự phản ứng cửa bari chloride với natri Chromiat. Chất kết tủa sau đó được rửa, lọc và sấy khô.
Nó không hòa tan trong nước, nhưng hòa tan trong axit:
2BaCrO4 + 2H+ → 2Ba2+ + Cr2O72− + H2O
Ksp = [Ba2+][CrO42−] = 2,1 × 10-10
Nó có thể phản ứng với bari hydroxide với xúc tác natri azua để tạo bari hypoChromiat – chất rắn màu lục đậm. Phản ứng này giải phóng oxy và nước.
{\displaystyle {\ce {4BaCrO4 + 2Ba(OH)2 ->[{\ce {NaN3}}] 2Ba3(CrO4)2 + O2 (^) + 2H2O (^)}}}

## Ứng dụng
Bari Chromiat đã được tìm thấy có ích trong nhiều ứng dụng. Hợp chất này thường được sử dụng làm chất mang cho ion Chromi. Một trong những trường hợp như vậy là việc sử dụng bari Chromiat như một chất chống muội sunfat trong buồng mạ điện Chromi. Theo thời gian, nồng độ Chromi trong bồn sẽ giảm xuống cho đến khi bồn tắm không còn hoạt động nữa. Thêm bari Chromiat làm tăng tuổi thọ của bể bằng cách thêm vào nồng độ axit Chromiic.
Bari Chromiat là một chất oxy hóa, là chất điều chỉnh tỷ lệ đốt cháy trong thành phần pháo hoa. Nó đặc biệt hữu ích trong các thành phần trì hoãn như cầu chì trễ.
Bari Chromiat được sử dụng làm chất nhuộm chống ăn mòn khi mạ kẽm hợp kim.
Khi trộn với axit fumaric rắn, bari Chromiat có thể được sử dụng trong việc loại bỏ các tạp chất và độ ẩm còn sót lại từ dung môi tẩy rửa hữu cơ hoặc từ nhiên liệu dầu mỏ.
Bari Chromiat cũng được sử dụng trong thành phần của một chất xúc tác cho việc khử ankan.
Bari Chromiat cũng đã được sử dụng để sơn màu. Các sắc tố vàng chanh thường chứa bari Chromiat pha với chì(II) sunfat. Do mức độ nhuộm vừa phải nên vàng chanh không được sử dụng rất thường xuyên trong sơn dầu. Pierre-Auguste Renoir và Claude Monet được biết là có sơn màu vàng chanh.

## Nghiên cứu
Năm 2004, một phương pháp đã được tìm thấy để chế tạo các thanh nano dạng ABO4 đơn tinh thể. Phương pháp này bao gồm một kỹ thuật tổng hợp khuôn mẫu đã được sửa đổi mà ban đầu được sử dụng để tổng hợp các vi chất hữu cơ. Các hạt nano được cho phép phát triển trong các lỗ màng của nhôm có kích cỡ khác nhau. Các kích cỡ khác nhau của các lỗ chân lông cho phép tăng trưởng được kiểm soát và làm cho hình dạng được tái sản xuất. Nhôm sau đó được giải thể, để lại các hạt nano đằng sau còn nguyên vẹn. Tổng hợp có thể được thực hiện ở nhiệt độ phòng, làm giảm đáng kể chi phí và sự co thắt trên điều kiện.
Năm 2010, một nghiên cứu đã được tiến hành trên bốn hợp chất Chromi(VI) để kiểm tra các tác động gây ung thư của Chromi. Các ion Chromi tích tụ trong các vị trí phân chia phế quản, lắng xuống mô và gây ra khối u. Sử dụng Chromi kẽm theo tiêu chuẩn, người ta phát hiện ra rằng bari Chromiat là cả hai độc tính di truyền và độc tế bào. Các độc tế bào được xác định là rất có thể là một kết quả của độc tính gen, nhưng nguyên nhân của độc tính di truyền vẫn chưa được biết đến.

## Độc hại
Bari Chromiat là chất độc. Chromiat, khi bị nghiền và hít vào, gây ung thư.